# Mateo Almanza
Mateo Almanza fue un militar mexicano que participó en la Revolución mexicana como Villista.
Miembro de la División del Norte del Ejército Constitucionalista participó en la Toma de Torreón de abril de 1914, al frente de la Brigada "Morelos". Apoyó a Francisco Villa en su conflicto con Venustiano Carranza por la orden de este de que no avanzara a Zacatecas y que dejara a Pánfilo Natera García la toma, en cuya toma también formó parte. Asistió a la Convención de Aguascalientes donde votó por el cese de Venustiano Carranza y Francisco Villa. Fue Comandante Militar Convencionista de la Ciudad de México, resguardando la Ciudad con sus fuerzas hasta enero de 1915, cuando acompañó a Eulalio Gutiérrez Ortiz en su huida de la Capital.
De vuelta con las fuerzas Villistas al mando de una línea de ataque combatió en Pachuca donde murió en la defensa federal. 